# Batizovská dolina
Batizovská dolina je údolí ve Vysokých Tatrách na Slovensku. Nachází se v katastrálním území Starý Smokovec města Vysoké Tatry v okrese Poprad v Prešovském kraji. Je přibližně 5 km dlouhé a má rozlohu 5,7 km², čímž se řadí mezi menší údolí.

## Hranice údolí
Je otevřené směrem na jih. Na východě ho od Gerlachovského kotle odděluje rameno Kotlového štítu, tzv. Urbanove veže zakončené Dromedárovým hrbem. Severozápadně od Kotlového štítu je od Velické doliny oddělena masívem Gerlachovského štítu, jež je zakončen vrcholem Zadného Gerlachu. Na severu sousedí s Kačací dolinou, od které ji odděluje hlavní hřeben Vysokých Tater. V něm jsou od východu postupně Batizovský štít, Kačací štít a Popradský Ľadový štít. Na západě probíhá jižně od něj hranice s údolím Zlomiská, které tvoří hřeben Končisté s vrcholy Malá Končistá a Štôlska veža. Jižně od vrcholu Končisté je jeho ramenem oddělen od Štôlské doliny.

## Povrch údolí
V dolní části je údolí zalesněné. Horní část nad hranicí lesa je terasovitá, a oddělená od zbytku skalním prahem. V horní části je údolí rozděleno na dvě části hřebenem, který je zakončen skalní věží – Kostolíkem.

## Vodstvo
Nad hlavním skalním prahem se v nadmořské výšce 1884 m nachází Batizovské pleso, z něhož odtéká Batizovský potok. Ten nad hranicí kosodřeviny vytváří Batizovské vodopády. V údolí se také nachází několik menších jezer. Jsou to v horní části Malé Batizovské pleso, Pliesko pod Kostolíkom a tři nevelká Batizovské oká. V dolní části se nachází Čierne pleso.

## Přístup

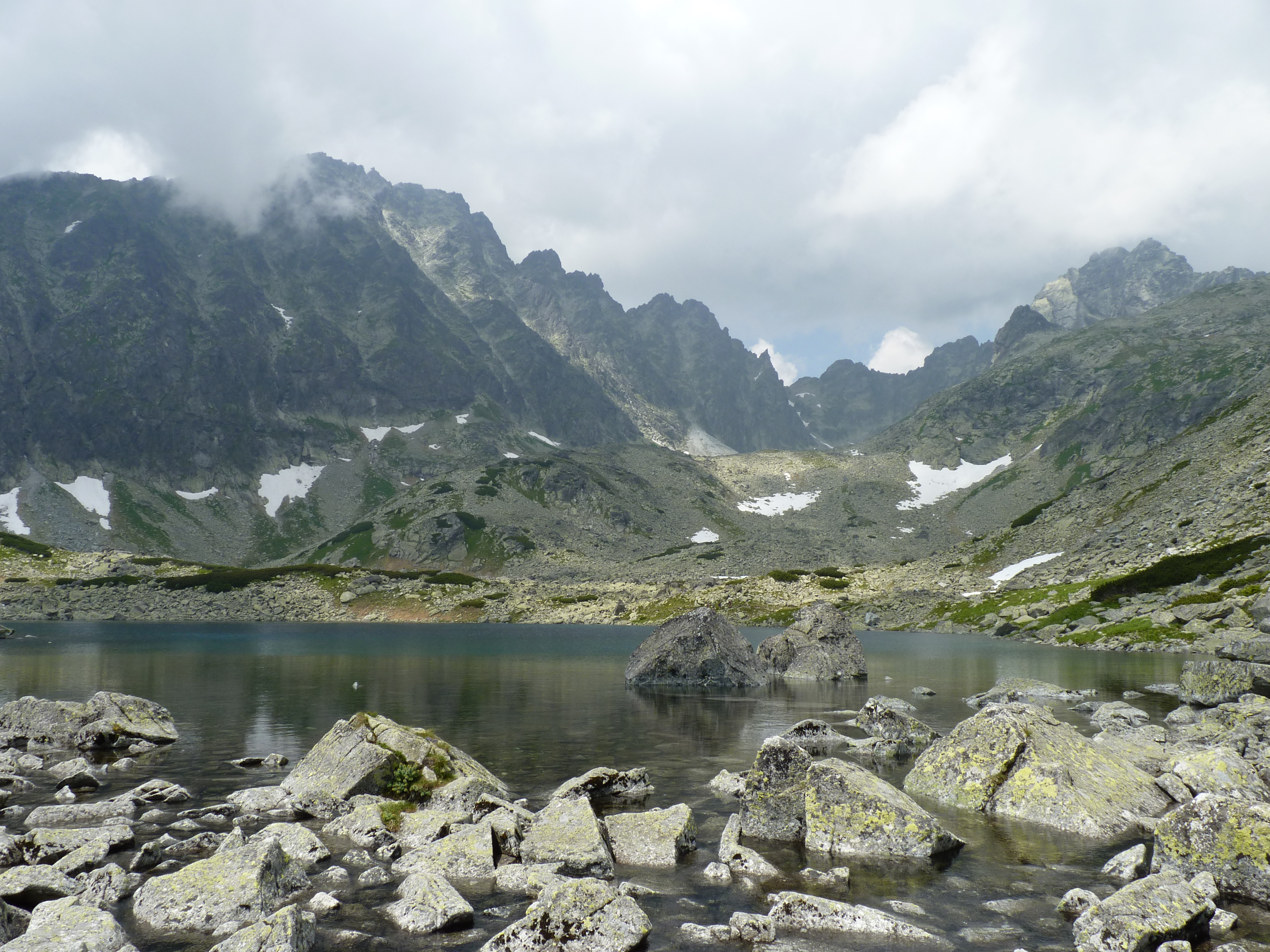
Batizovská dolina od Tatranské magistrály

Pod Batizovským plesem prochází  červená turistická značka, která je východní částí Tatranské magistrály. Na západ směřuje k Popradskému plesu a na východ do Velické doliny. Jihovýchodně od Batizovského plesa z ní odbočuje  žlutá turistická značka z Vyšných Hágů. Horním patrem doliny vede sestupová cesta z Gerlachovského štítu, která je přístupná jen s horským vůdcem.

## Ochrana území
Celá dolina severně od silnice 2. třídy II/537 tvoří stejnojmennou národní přírodní rezervaci. Jižně od této silnice se ještě na území národního parku a na rozhraní s Velickou dolinou nachází národní přírodní rezervace Mraznica.